# Park Guy-lim
Park Guy-lim (* 27. Februar 1999) ist eine südkoreanische Skispringerin.

## Werdegang
Park Guy-lim startete erstmals im September 2015 im Rahmen mehrerer FIS-Rennen und FIS-Cup-Wettbewerbe in Râșnov, bei denen sie jeweils einen Platz unter den ersten Zehn belegte. Ihre nächste Wettbewerbsteilnahme am 11. und 12. Dezember 2015 im norwegischen Notodden war zugleich ihr Debüt im Continental Cup; hier erreichte sie die Plätze elf und zwölf. Bei den Nordischen Junioren-Skiweltmeisterschaften 2016 in Râșnov belegte sie den 42. Platz.
Am 16. Juli 2017 startete Park Guy-lim in Courchevel erstmals im Sommer-Grand-Prix, verpasste hierbei als 34. aber die Punkteränge. Am 15. und 16. Februar 2017 debütierte sie im südkoreanischen Pyeongchang im Skisprung-Weltcup und erreichte dort mit den Plätzen 30 und 32 zugleich ihren ersten Weltcuppunkt, durch den sie am Ende der Saison 2016/17 in der Gesamtwertung Rang 60 belegte.
Am 8. Dezember 2017 erreichte sie in Whistler als Dritte ihre erste Podestplatzierung im FIS-Cup, nachdem sie am Vortag bereits Vierte wurde. Eine Woche später sprang sie beim Continental Cup in Notodden mit den Plätzen acht und fünf zum ersten Mal in die Top Ten bei COC-Springen. Im Weltcup hingegen verpasste sie es in der Saison 2017/18, erneut Weltcuppunkte zu holen. Ihre beste Platzierung war Rang 38 in Sapporo. Im Februar 2018 nahm sie in ihrem Heimatland an den Olympischen Winterspielen in Pyeongchang teil. Im Einzelwettbewerb auf der Normalschanze belegte sie den 35. und somit letzten Platz.
Im Sommer 2021 nahm sie letztmals an einem internationalen Wettbewerb teil.

## Statistik

### Weltcup-Platzierungen
| Saison  | Platz | Punkte |
| ------- | ----- | ------ |
| 2016/17 | 60.   | 001    |
| 2019/20 | 51.   | 001    |

### Continental-Cup-Platzierungen
| Saison  | Platz | Punkte |
| ------- | ----- | ------ |
| 2015/16 | 28.   | 046    |
| 2016/17 | 55.   | 011    |
| 2017/18 | 21.   | 097    |
| 2018/19 | 13.   | 161    |
| 2019/20 | 32.   | 035    |